# 비언어적 의사소통

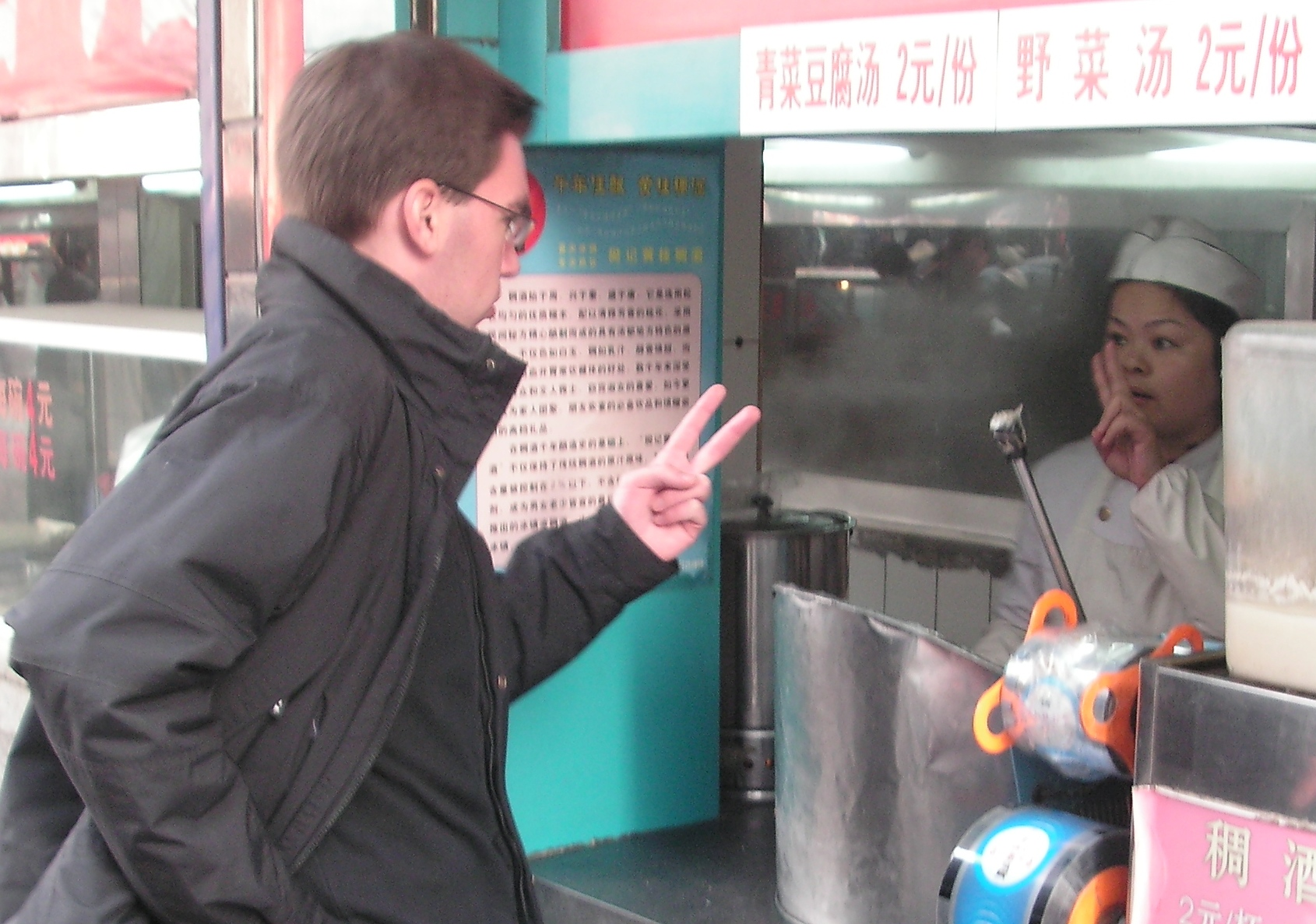

비언어적 의사소통(nonverbal communication)은 사람 사이의 의사소통 중 직접적인 언어 표현을 제외한 것들을 가리키는 말이다. 시선 처리, 얼굴 표정, 손동작, 신체 언어, 거리 유지 등이 포함된다.

## 같이 보기
- 동물 의사소통
- 보완대체 의사소통
- 망각
- 메타 커뮤니케이션
- 데즈먼드 모리스
- 신경언어 프로그래밍
- 조절초점이론
- 기호학